# Colegio de Abogados de Lima

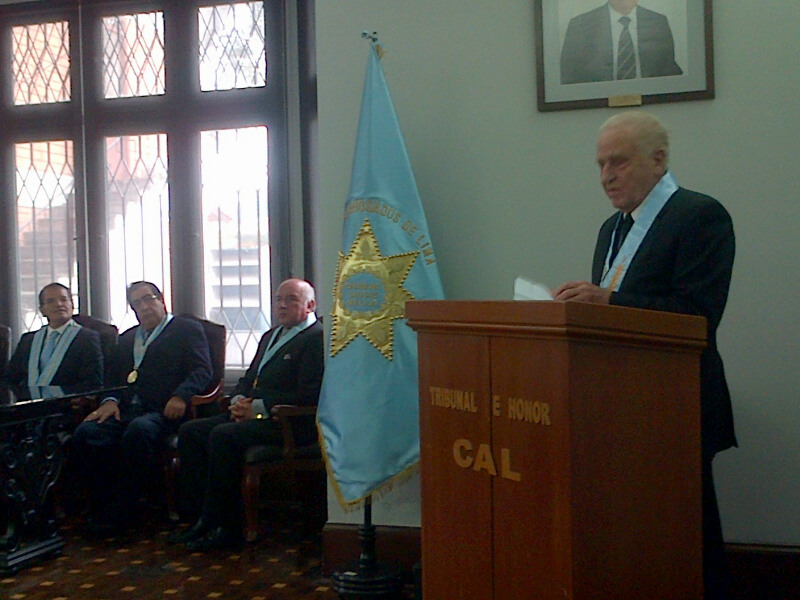
Incorporación a la Comisión de Relaciones Exteriores del Colegio de Abogados de Lima (CAL)

El Colegio de Abogados de Lima es una entidad peruana de derecho público que alberga a abogados cuya sede profesional se encuentra en la ciudad de Lima.

## Historia
En 1726, durante la administración del virrey José de Armendáriz, 1.er marqués de Castelfuerte, se formó la "Hermandad de los Abogados" en la ciudad de Lima, reuniéndose bajo el respaldo de la Compañía de Jesús. Después de la expulsión de los jesuitas por las reformas Borbónicas de Carlos III, la hermandad se disolvió.
En 1777, durante la administración del virrey Manuel de Guirior, 1.er marqués de Guirior, se dio la visita a Lima de José Antonio de Areche, Visitador General de Tribunales. Areche fue autorizado por Real Orden de 31 de julio de 1778, para establecer en Lima un "Colegio de Abogados" semejante al de Madrid. Sería el mismo Areche, quien ordenaría la constitución y formulación de los estatutos del colegio, por medio de la Real Audiencia de Lima, en 1779. El 25 de noviembre de 1779, Areche designaba la primera Junta Directiva del Colegio.
El virrey rechazó dichas órdenes, porque comprendían una usurpación a sus funciones. Para junio de 1778, una cédula del rey de España ordenaba la constitución del colegio, aunque este mandato no fue llevado a cabo.
Luego de gestiones del diputado Tadeo Bravo de Rivero, el Rey de España concedió la facultad de erigir un Colegio de Abogados por Real Cédula de 31 de julio de 1804. Para lograrlo, se estableció una comisión integrada por José Antonio Oquendo, Ambrosio Fernández Cruz, Vicent y Duárez y José Gerónimo Vivar para elaborar el proyecto de estatutos, el cual fue aprobado por la Real Audiencia de Lima, el 18 de febrero de 1808. El virrey José Fernando de Abascal expidió la resolución el 23 de mayo del mismo año.
Con el fin de dar cumplimiento a tan trascendente mandato, el Cabildo constituyó una Comisión integrada por los doctores José Antonio Oquendo, Ambrosio Fernadez Cruz, Vicent y Duárez y José Gerónimo Vivar, para que formulara el proyecto de estatutos, que fueron aprobados por la Real Audiencia de Lima, en acuerdo del 18 de febrero de 1808, confirmado por la resolución del Virrey, Don Fernando de Abascal expedida el 23 de Mayo de ese año.
Sin esperar la aprobación real que sólo se produjo por cédula del 22 de enero de 1811, el Colegio abrió de inmediato su matrícula. El primer matriculado fue el Doctor Manuel Herrera y Sentmanat, cuya fecha de inscripción fue el 14 de mayo de 1808.
Los primeros estatutos dejan bien clara su organización y sus fines. El Colegio fue reconocido como una «corporación» que gozaba de protección real y del título de «Ilustre». Sus miembros no podían superar los sesenta y, para ingresar, debían presentarse a un examen ante la Real Audiencia, tras el cual era obligatoria la asistencia durante un periodo de dos años «sin intermisión» a las conferencias del Colegio, con el fin de estudiar en profundidad el Derecho Indiano. Posteriormente, el postulante debía disertar sobre un punto jurídico relativo al Derecho de Indias «exonerado con doctrina y erudición, en presencia de todos los miembros del Colegio reunidos en Junta General». Para ejercer la defensa era indispensable estar colegiado.
El Colegio desde su fundación tuvo como fines la vigilancia del ejercicio profesional de acuerdo a las normas éticas; la enseñanza práctica a los estudiantes y a los examinados por la Real Audiencia durante dos años, a cargo del director de Conferencias, "uno de los matriculados mas expertos en legislación"; además, a la organización de disertaciones y la publicación de escritos sobre cuestiones jurídicas y la ayuda a sus miembros y a los factores de éstos en caso de necesidad, sufragando los gastos de sepelio o socorriendo a viudas y huérfanos con erogaciones de los congregados.
El Sello del Colegio, como señala uno de sus historiadores, Aníbal Galvez, existió desde antes de 1818 con la inscripción «ORABUNT CAUSAS MELIUS», que significa «Defenderán la Causa Mejor» y que es el lema de la institución. La insignia, una estrella de siete ángulos con una corona cívica en el centro que lleva la misma leyenda, fue aprobada por Decreto Supremo del Presidente Don José Luis de Orbegozo y refrendada por su Ministro Doctor José María Galdeano en 1834.